# Ana María Colombo
Ana María Colombo (Buenos Aires, Argentina; 11 de junio de 1939) es una primera actriz de reparto argentina de cine, teatro y televisión.

## Carrera
Colombo se inició en el ambiente de la actuación desde muy joven en el teatro. Debutó en la pantalla chica con el teleteatro de Manuel De Sabattini, Teatro en casa. Es conocida por sus actuaciones en series televisivas como en Los buscas de siempre, Rosa de lejos, Vulnerables, Primicias, Muñeca brava, Como pan caliente, y la exitosa tira infantil Soy luna, entre muchos otros labores.
En cine, actuó en filmes como Toto Paniagua, Diablito de barrio, Mingo y Aníbal, dos pelotazos en contra, El año del conejo, Cuatro caras para Victoria, La venganza, Sangre y Américas. Secundó a grandes de la escena nacional como Minguito, Juan Carlos Calabró, Lorena Paola, Federico Luppi, Luisina Brando, China Zorrilla, Diego Torres, Julia von Grolman, entre otros. Fue dirigida por Fernando Ayala, Oscar Barney Finn, Juan Carlos Desanzo, Antonio Cunill Jr. y Enrique Cahen Salaberry.
De larga trayectoria, fue entre otras cosas, jurado en concurso de dramaturgia de la Ciudad de Buenos Aires, dirigente de la Asociación Argentina de Actores, profesora de Arte Dramático en la Academia de las Artes y Performing Art Center de Puerto Rico. En el 2017 se le otorgó la medalla por los cincuenta años de afiliación a la AAA.
Se destacó en piezas como Kadish para mi madre, Divinas Palabras, Negociemos, Un concierto altamente desconcertante, Patillas y Miriñaques, Margarita (de la que también fue Directora), A propósito de la duda, Antígona Vélez  y Tres personajes a la pesca de un autor.
Junto a su marido estuvo vinculada al Once al Sur, una agrupación teatral con la que tuvieron actuaciones en Puerto Rico.
Paralelamente a su labor como actriz, también se dedicó a la docencia ya que a comienzos de la década de 1979 trabajo como maestra en la escuela N° 20 Juan Bautista Alberdi, de Lomas del Mirador.
En cuanto a su vida privada estuvo casada por muchos años con el  fue un actor, libretista, director teatral y escritor argentino Carlos Trigo, hasta el fallecimiento de éste en 1993.

## Filmografía
- 2007: 3 Américas.
- 2003: Sangre.
- 1999: La venganza.
- 1983: Diablito de barrio.
- 1984: Mingo y Aníbal, dos pelotazos en contra.
- 1989: Cuatro caras para Victoria.
- 1980: Toto Paniagua.

## Televisión
- 2017: Soy luna.
- 2011: Gigantes.
- 2008: Donne assassine.
- 2008: Mujeres de nadie.
- 2004: Sin código.
- 2003: Son amores.
- 2001: El sodero de mi vida.
- 2000: Los buscas de siempre.
- 2000: Primicias.
- 1999: Vulnerables.
- 1999: Muñeca brava.
- 1996: Como pan caliente.
- 1993: Mi cuñado.
- 1992: ¡Grande, pa!.
- 1991: El árbol azul.
- 1991: Los Libonatti.
- 1987: Por siempre amigos (o Menudo).
- 1981: Todo empezó con Don Pedro.
- 1980: Rosa... de lejos.
- 1979: Teatro en casa.

## Teatro
- Kadish para mi madre.
- Divinas Palabras.
- Negociemos.
- Un concierto altamente desconcertante.
- Patillas y Miriñaques.
- Margarita.
- A propósito de la duda
- Tres personajes a la pesca de un autor.
- Antígona Vélez.